# Asteroseismologi
Asteroseismologi (från grekiskans aster: ”stjärna”, seismos: ”jordbävning”) är vetenskapen som studerar stjärnornas inre genom seismiska mätningar, analogt med studier av jordbävningar på Jorden.  Asteroseismologi analyserar tidsfrekvenserna för svängningar som observeras på stjärnytan, vilka i sin tur påverkas av förhållanden i stjärnans inre. Detta ger bland annat kunskap om stjärnans ålder, inre rotation, vilka kemiska grundämnen som finns inuti stjärnan och hur dessa är fördelade.
Att stjärnor oscillerar (pulserar) och varierar i ljusstyrka är känt sedan länge, t.ex. Cepheidvariabler eller RR Lyraestjärnor. Sådana stjärnor har inre lager som har möjligheten att uppföra sig som en värmemaskin. Dessa lager kan fånga in strålning som sänds ut av stjärnans kärna medan stjärnan drar ihop sig och kan sedan frigöra denna energi under expansion.

## Olika typer av svängningar
Huvudtyperna för stjärnors svängningar är:
- - Tryckvågor, s.k. p-moder (p står för engelskans pressure), vilka är stående akustiska vågor där trycket är den återställande kraften. P-moderna har oftast störst amplituder i stjärnornas yttre lager.
  - Tyngdvågor, s.k. g-moder (g står för engelskans gravity, inte att förväxlas med gravitation eller gravitationsvågor) där den återställande kraften är flytkraften. G-moderna har oftast större amplituder i de inre lagerna[2] och i vita dvärgstjärnor.

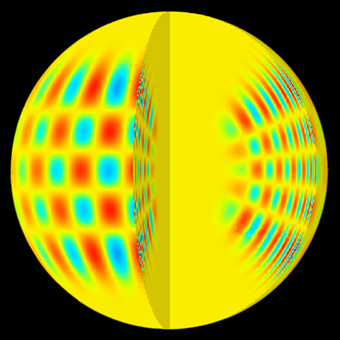
En datorsimulerad bild som visar mönstret av p-mod oscillationer både i det inre och på ytan på solen. De olika fälten med färger motsvarar områden med svängningarnas vågtoppar respektive vågdalar. Ljudhastigheten ökar med djupet på solen vilket resulterar i att motsvarande våglängder för tryckvågorna blir längre närmare centrum.

Allteftersom stjärnor utvecklas och blir äldre, dras dess kärna ihop.  Detta medför en ökning av frekvensen hos g-moderna och en minskning av frekvensen hos p-moderna, vilket gör asteroseismologi till ett användbart verktyg för att studera stjärnans ålder och utveckling.
En grov uppskattning av tidsperioden för en pulsation ges av den dynamiska tidsskalan :
{\displaystyle t_{dyn}={\sqrt {\frac {R^{3}}{GM}}}={\sqrt {\frac {1}{\bar {\rho }}}}}.
Där {\displaystyle {R}} är radien, {\displaystyle {M}} är massan och  {\displaystyle {\bar {\rho }}} är medeldensiteten för stjärnan. {\displaystyle {G}} är gravitationskonstanten. Periodtiden kan alltså avslöja medeldensiteten för stjärnan.

## Observationer
De metoder man använder för att observera stjärnoscillationer är främst:
- - Fotometri – mätning av ändringar i ljusflödets intensitet med låg spektral upplösning.
  - Spektroskopi – mätning av förändringar i spektrallinjer med hög spektral upplösning.

Tiden som krävs för att fullgott bestämma olika oscillationsperioder kan vara lång, så ett enda observatorium kan inte göra alla mätningar.  Därför utvecklas samarbeten mellan observatorier på olika platser på jorden som tillsammans kan uppnå obrutna tidsserier, t.ex. projektet Whole Earth Telescope (WET).  Ett annat problem för jordbaserad fotometri är atmosfärisk scintillation som stör precisa mätningar av stjärnors ljusstyrkor.
Ett sätt att kringgå problemen med jordbaserade teleskop är att placera dem ombord på satelliter, till exempel MOST, COROT eller KEPLER.  En begränsning med dessa är att rymdburna teleskop blir små och relativt dyra.

## Solliknande stjärnor
På grund av sin närhet är solen den enklaste stjärnan att studera för seismologi. Solens oscillationer, framförallt uppbyggda av p-moder, exciteras av konvektiva gasrörelser nära ytan.  Man tror därför att alla stjärnor med en konvektionszon uppför sig likartat som solen. Seismiska studier av solen, helioseismologi, visar att ljudhastigheten i solen varierar både med djupet och latituden och detta ger information om den konvektiva zonens tjocklek. Det ger oss också information om mängden helium i konvektionszonen och strukturen av olika typer av solfenomen.

## Vita dvärgar
Vita dvärgars oscillationer har höga amplituder, korta perioder och många exciterade moder vilket gör dem till ideala objekt för asteroseismologi. Problemet är bara att vita dvärgar är relativt ljussvaga objekt. Oscillationer i vita dvärgar tros uppkomma i deras elektron-degenererade kärna som mestadels består av kol och syre. Den starka gravitationen separerar tunga ämnen från lätta vilket leder till att ytlagret består av väte och helium. Den starka gravitationen gynnar g-moder, vilka är begränsade till ytlagren.

## Andra objekt
Det finns fler objekt som lämpar sig för astroseismiska studier, bland andra stjärnor på huvudserien, underjättar, dubbelstjärnor, snabbt oscillerande magnetiska A-stjärnor (roAp) och Delta Scuti-variabler.